# Evren Çağıran
Evren Çağıran (né le 14 février 1993) est un archer turc.

## Biographie
Çağıran remporte son premier podium mondial lorsqu'il remporte le bronze aux championnats universitaire de Legnica en 2014. Sa première étape de la coupe du monde est remporté en 2016 à Antalya.

## Palmarès
- Championnats du monde universitaire[1]
  -  Médaille de bronze à l'épreuve par équipe hommes aux championnats du monde universitaire 2014 de Legnica.
  -  Médaille d'argent à l'épreuve par équipe mixte aux championnats du monde universitaire 2016 d'Oulan-Bator.
  -  Médaille d'argent à l'épreuve individuelle hommes aux championnats du monde universitaire 2016 d'Oulan-Bator.

- Coupe du monde[1]
  -  Médaille d'or à l'épreuve individuelle homme à la coupe du monde 2016 d'Antalya.

- Championnats d'Europe
  -  Médaille d'argent à l'épreuve par équipe homme aux championnats d'Europe de 2014 d'Etchmiadzin[2].
  -  Médaille d'or à l'épreuve par équipe homme aux championnats d'Europe de 2021 d'Antalya (avec Furkan Oruç et Yakup Yıldız).

- Jeux européens[1]
  -  Médaille de bronze à l'épreuve d'arc à poulies par équipe mixte aux Jeux européens de 2019 de Minsk.